# ورنر استوکل
ورنر استوکل (انگلیسی: Werner Stöckl؛ زادهٔ ۲۸ june ۱۹۵۲ (۷۲ سال)) ورزشکار هندبال اهل رومانی است.
وی در مسابقات کشوری و بین‌المللی در مجموع برندهٔ ۱ مدال طلا، ۱ مدال نقره، ۱ مدال برنز شده‌است.